# أساطين المسجد النبوي

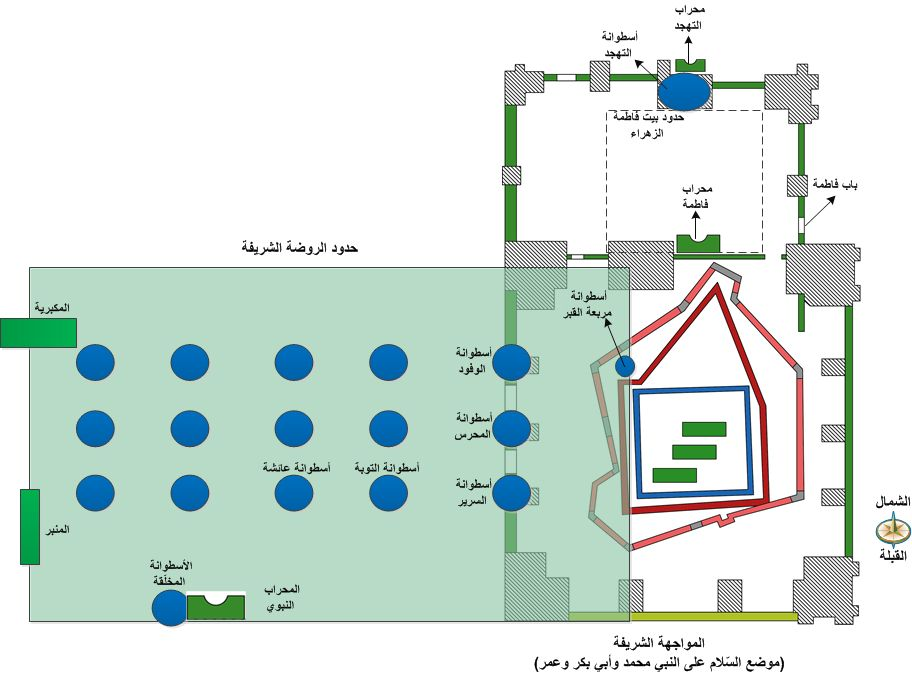
أساطين المسجد النبوي الشريف

أساطين المسجد النبوي السواري (الأعمدة) التي في المسجد النبوي في القسم القبلي منه أقيمت في عمارة السلطان عبد المجيد العثماني   في مكان السواري التي كانت في عهد النبي ﷺ من جذوع النخل، فقد تحرّوا عند البناء مواقعها. وإذا أطلق اسم على سارية فالمقصود بذلك مكانها. وفي المسجد النبوي ثمان سواري أسطوانات دخلت التاريخ، اثنان منها داخل المقصورة الشريفة وست أساطين خارجها، ولكل واحدة منها قصة في زمن النبي ﷺ.

## الأسطوانة المخلّقة
وتعرف بالأسطوانة «المطيّبة» و«المعطّرة»، و«عَلَم المصلّى» أي أنها عَلَم على مصلّى النبي ﷺ، وكان سلمة بن الأكوع يتحرّى الصلاة عندها، فلما سُئل عن ذلك قال: «إني رأيت النبي يتحرى الصلاة عندها». ونقل عن مالك قوله: «أحب مواضع التنفل فيه مصلى النبي حيث العمود المخلق». سميت بالمخلقة لأنه كان يوضع عليها العطر والطيب ويسمى الخلوق.

## أسطوانة السيدةعائشة
تقع أسطوانة السيدة عائشة في وسط الروضة الشريفة وهي الثالثة من المنبر، والثالثة من القبر، والثالثة من القبلة وتُعرف بأسطوانة «القٌرعة» و«المهاجرين». فقد كانوا يجتمعون عندها.

## أسطوانة التوبة
وهي الرابعة من المنبر، والثانية من القبر، والثالثة من القبلة، وتٌعرف بأسطوانة أبي لبابة، لأنه ربط نفسه بضع عشر ليلة بعد الذي أفضى به لحلفائه بني قريظة، وبعد أن ندم على ما فعل كانت ابنته تحلّ رباطه إذا حضرت الصلاة، وحلف أن لا يحلّ نفسه حتى يحله النبي ﷺ، وحلّه النبي ﷺ بعد أن نزلت توبته في القرآن الكريم.

## أسطوانة السرير
وتقع شرقي أسطوانة التوبة وتلتصق بالشباك المطل على الروضة. وهي محلّ اعتكاف النبي ﷺ، فقد كان له سرير من جريد النخل، وكان يوضع عند هذه السارية، كذلك كانت له وسادة تطرح له، فكان يضطجع على سريره عند هذه الأسطوانة.

## أسطوانة الحرس
وتقع خلف أسطوانة السرير من جهة الشمال، والأسطوانة الملاصقة للمقصورة النبوية، وهي مقابل الخوخة التي كان النبي ﷺ يخرج منها إذا كان في بيت أم المؤمنين عائشة بنت أبي بكر رضي الله عنها وأرضاها إلى الروضة للصلاة، كما تسمى بأسطوانة علي بن أبي طالب رضي الله عنه لأنه كان يجلس عندها يحرس النبي ﷺ.
وسميت بهذا لأن حرس النبي ﷺ كانوا يجلسون عندها، ومن هؤلاء الحرس نذكر سيدنا سعد بن أبي وقاص،   وسيدنا سعد بن عبادة، وابنه قيس بن سعد بن عبادة، وسيدنا بلال، وسيدنا علي بن أبي طالب عليهم جميعا رضوان الله، حتى نزل قوله تعالى: «يَا أَيُّهَا الرَّسُولُ بَلِّغْ مَا أُنْزِلَ إِلَيْكَ مِنْ رَبِّكَ وَإِنْ لَمْ تَفْعَلْ فَمَا بَلَّغْتَ رِسَالَتَهُ وَاللَّهُ يَعْصِمُكَ مِنَ النَّاسِ إِنَّ اللَّهَ لَا يَهْدِي الْقَوْمَ الْكَافِرِينَ» [المائدة/67]
جاء في السلسلة الصحيحة للشيخ الألباني:
كان يحرس حتى نزلت هذه الآية: { وَاللَّهُ يَعْصِمُكَ مِنَ النَّاسِ } فأخرج رسول الله ﷺ رأسه من القبة فقال لهم: يا أيها الناس ! انصرفوا فقد عصمني الله ]. (صحيح) (644/5)
وحراس النبي ﷺ ذكر شيئا عنهم ذكر محمد بن يوسف الصالحي في سبل الهدى والرشاد في سيرة خير العباد، وكان ممما ذكره أنه حرسه ﷺ :
أبو قتادة الأنصاري، والأدرع الأسلمي، وأبو ريحانة، وأبو بكر الصديق حرسه في العريش.
وأبو أيوب وقت دخوله على صفية بخيبر أو بعض الطريق.
وسعد بن أبي وقاص بوادي القرى.
وعباد بن بشر، ومحمد بن مسلمة حرسه يوم أحد.
وبلال حرسه بوادي القرى.
وعبد الله بن مسعود.
والمغيرة بن شعبة حرسه حين وقف على رأسه بالسيف يوم الحديبية.
والزبير بن العوم حرسه يوم الخندق.
ومرثد بن أبي مرثد الغنوي، وذكوان بن عبد قيس حرسه بوادي القرى.
والله أعلم.

## أسطوانة الوفود
وتقع خلف أسطوانة الحرس من الشمال، وكان النبي محمد يجلس إليها لوفود العرب إذا جاءته. وكانت تعرف بمجلس القلادة، يجلس إليها سراة الصحابة وأفاضلهم.

## أسطوانة مربعة القبر
ويقال لها «مقام جبريل»، وتقع في حائز الحجرة عند منحرف صفحته الغربية إلى الشمال بينها وبين أسطوانة الوفود، الأسطوانة اللاصقة بشباك الحجرة.

## أسطوانة التهجد
وتقع خلف بيت فاطمة ابنة رسول الله من جهة الشمال، وفيها محراب إذا توجّه المصلي إليه كانت يساره إلى جهة باب عثمان المعروف بباب جبريل. وذكر السمهودي ما يدل على أفضلية الصلاة عند هذه الأسطوانة حيث يقول: «قال عيسى: وحدثني سعيد بن عبد الله بن فضيل قال: «مرَّبي محمد بن الحنفية وأنا أصلي إليها، فقال لي: أراك تلزم هذه الأسطوانة، هل جاءك فيها أثر؟ قلت: لا، قال: فالزمها فإنها كانت مصلى رسول الله من الليل»».